# Marco Júnio Silano (cônsul em 25 a.C.)
Marco Júnio Silano (em latim: Marcus Iunius Silanus) foi um político da gente Júnia do Império Romano eleito cônsul em 25 a.C. com o imperador Augusto. Era provavelmente filho de Décimo Júnio Silano, cônsul em 62 a.C., e de Servília, a mãe de Marco Júnio Bruto, um dos assassinos de Júlio César. Era também cunhado do triúnviro Marco Emílio Lépido

## História
Silano era um descendente da nobre família romana dos Júnios Silanos e é possível que ele tenha sido neto de Marco Júnio Silano, cônsul em 109 a.C.. Silano pode ter servido como legado de Júlio César em 53 a.C., mas T.R.S. Broughton sugere que eram duas pessoas diferentes. Em 44 a.C., depois do assassinato de Júlio César, Silano apoiou seu Lépido, seu cunhado, e o acompanhou na travessia dos Alpes. No ano seguinte, Lépido o enviou com um destacamento para se juntar a Marco Antônio na Batalha de Mutina, mas depois se recusou a aceitar a responsabilidade pela ajuda dada por Silano. Em 39 a.C., depois de cair em desgraça com o Segundo Triunvirato, Silano fugiu para se encontrar com Sexto Pompeu, que estava rebelado na Sicília, mas voltou a servir Antônio sob os termos do Pacto de Miseno no mesmo ano. Silano seguiu com Antônio pelas províncias da Acaia e Macedônia entre 34 e 32 com o título de quaestor pro consule (proquestor). Foi nesta época que Silano foi eleito áugure.
Antes da Batalha de Áccio, Silano desertou para o lado de Otaviano e, como recompensa, foi elevado pelo futuro imperador ao patriciado em 30 a.C.. Cinco anos depois os dois foram cônsules juntos..
O neto de Silano, Marco Júnio Silano Torquato, foi cônsul em 19 e se casou com uma bisneta de Augusto.